# بيتر باول بورغ
بيتر باول بورغ (بالإنجليزية: Peter Paul Borg)‏ هو فيلسوف مالطي، ولد في 1843 في مالطا، وتوفي بنفس المكان في 1934.